# Trofeo Joan Gamper
Il Trofeo Joan Gamper (in catalano Trofeu Joan Gamper), meglio noto come Trofeo Gamper o con l'acronimo TJC e originariamente come Trofeo Juan Gamper, è un torneo calcistico estivo a cadenza annuale, organizzato dal Futbol Club Barcelona e disputato dallo stesso team blaugrana assieme ad altri club provenienti dai migliori campionati al mondo.
Nato nel 1966 in memoria di Hans Gamper, fondatore ed ex presidente del club, e inaugurato da uno dei suoi successori alla presidenza blaugrana, Enric Llaudet, il torneo si è sempre disputato al Camp Nou, eccezion fatta per le edizioni 1990, 1996, 2023 e 2024, disputate all'Estadi Olímpic Lluís Companys e le edizioni 2021 e 2025 disputate invece allo Stadio Johan Cruijff.
Agli albori il torneo si presentava come una sorta di quadrangolare, che prevedeva due semifinali, una finale per il terzo posto e una finale. Per la prima edizione nel 1966, il Barcellona venne affiancato dai belgi dell'Anderlecht, dai francesi del Nantes e dai tedeschi del Colonia. Il Barcellona sconfisse la squadra tedesca per 3-1 in finale. Il Colonia vinse successivamente la competizione nel 1978 e nel 1981 e fu secondo nel 1979, diventando l'unica squadra, oltre ai padroni di casa, ad aver vinto la competizione più di una volta. L'edizione successiva vide la prima apparizione di un'altra squadra spagnola, l'Atlético Madrid, che insieme ai padroni di casa, fu raggiunto dai bavaresi del Bayern Monaco e dal Boca Juniors. Questi ultimi divennero nel tempo tra gli ospiti più abituali del torneo: il Bayern arrivò secondo nel 1984, 1987 e 2006, mentre il Boca tornò nel 1977, 1984, 2003, 2008 e 2018, diventando la squadra sudamericana con più partecipazioni. Nel 1982, i brasiliani dell'Internacional divennero la prima - e finora unica - squadra sudamericana a vincere il trofeo. Dal 1997, la competizione è riorganizzata in un torneo a gara unica a causa delle variazioni dei calendari stagionali; mentre a partire dal 2021 la competizione è aperta anche alle formazioni femminili con una gara secca organizzata dalla sezione Femení blaugrana, che attualmente è la formazione con più successi nel torneo, avendo vinto tutte le edizioni.

## Albo d'oro
Maschile
- 1966:   Barcellona (1)
- 1967:   Barcellona (2)
- 1968:   Barcellona (3)
- 1969:   Barcellona (4)
- 1970:   Újpest (1)
- 1971:   Barcellona (5)
- 1972:   Borussia M'gladbach (1)
- 1973:   Barcellona (6)
- 1974:   Barcellona (7)
- 1975:   Barcellona (8)
- 1976:   Barcellona (9)
- 1977:   Barcellona (10)
- 1978:   Colonia (1)
- 1979:   Barcellona (11)
- 1980:   Barcellona (12)
- 1981:   Colonia (2)
- 1982:   Internacional (1)
- 1983:   Barcellona (13)
- 1984:   Barcellona (14)
- 1985:   Barcellona (15)
- 1986:   Barcellona (16)
- 1987:   Porto (1)
- 1988:   Barcellona (17)
- 1989:   Malines (1)
- 1990:   Barcellona (18)
- 1991:   Barcellona (19)
- 1992:   Barcellona (20)
- 1993:   Tenerife (1)
- 1994:   Valencia (1)
- 1995:   Barcellona (21)
- 1996:   Barcellona (22)
- 1997:   Barcellona (23)
- 1998:   Barcellona (24)
- 1999:   Barcellona (25)
- 2000:   Barcellona (26)
- 2001:   Barcellona (27)
- 2002:   Barcellona (28)
- 2003:   Barcellona (29)
- 2004:   Barcellona (30)
- 2005:   Juventus (1)
- 2006:   Barcellona (31)
- 2007:   Barcellona (32)
- 2008:   Barcellona (33)
- 2009:   Manchester City (1)
- 2010:   Barcellona (34)
- 2011:   Barcellona (35)
- 2012:   Sampdoria (1)
- 2013:   Barcellona (36)
- 2014:   Barcellona (37)
- 2015:   Barcellona (38)
- 2016:   Barcellona (39)
- 2017:   Barcellona (40)
- 2018:   Barcellona (41)
- 2019:   Barcellona (42)
- 2020:   Barcellona (43)
- 2021:   Barcellona (44)
- 2022:   Barcellona (45)
- 2023:   Barcellona (46)
- 2024:   Monaco (1)
- 2025:   Barcellona (47)

Femminile
- 2021:   Barcellona (1)
- 2022:   Barcellona (2)
- 2023:   Barcellona (3)
- 2024:   Barcellona (4)

## Edizioni

### Maschile
| Anno | Vincitore           | Finalista             | Risultato     |
| ---- | ------------------- | --------------------- | ------------- |
| 1966 | Barcellona          | Colonia               | 3-1           |
| 1967 | Barcellona          | Atlético Madrid       | 2-1           |
| 1968 | Barcellona          | Flamengo              | 5-4           |
| 1969 | Barcellona          | Real Saragozza        | 2-1           |
| 1970 | Újpest              | Dinamo Mosca          | 3-1           |
| 1971 | Barcellona          | Chacarita Juniors     | 1-0           |
| 1972 | Borussia M'gladbach | CSKA Sofia            | 3-2           |
| 1973 | Barcellona          | Borussia M'gladbach   | 3-2           |
| 1974 | Barcellona          | Rangers               | 4-1           |
| 1975 | Barcellona          | Feyenoord             | 2-1           |
| 1976 | Barcellona          | Eintracht Francoforte | 2-0           |
| 1977 | Barcellona          | Schalke 04            | 4-1           |
| 1978 | Colonia             | Rapid Vienna          | 5-0           |
| 1979 | Barcellona          | Colonia               | 3-2           |
| 1980 | Barcellona          | Vasco da Gama         | 2-1           |
| 1981 | Colonia             | Barcellona            | 4-0           |
| 1982 | Internacional       | Manchester City       | 3-1           |
| 1983 | Barcellona          | Borussia Dortmund     | 2-1           |
| 1984 | Barcellona          | Bayern Monaco         | 3-1           |
| 1985 | Barcellona          | Amburgo               | 3-1           |
| 1986 | Barcellona          | PSV                   | 1-0           |
| 1987 | Porto               | Bayern Monaco         | 2-0           |
| 1988 | Barcellona          | Steaua Bucarest       | 3-1           |
| 1989 | Malines             | Sochaux               | 2-1           |
| 1990 | Barcellona          | Anderlecht            | 3-1           |
| 1991 | Barcellona          | Olympique Marsiglia   | 3-0           |
| 1992 | Barcellona          | Feyenoord             | 2-0           |
| 1993 | Tenerife            | Barcellona            | 3-1           |
| 1994 | Valencia            | Barcellona            | 4-1           |
| 1995 | Barcellona          | San Lorenzo           | 5-1           |
| 1996 | Barcellona          | Inter                 | 2-1           |
| 1997 | Barcellona          | Sampdoria             | 2-2 (8-7 dtr) |
| 1998 | Barcellona          | Santos                | 2-2 (5-4 dtr) |
| 1999 | Barcellona          | Sporting Lisbona      | 3-1           |
| 2000 | Barcellona          | PSV                   | 2-1           |
| 2001 | Barcellona          | Parma                 | 3-2           |
| 2002 | Barcellona          | Stella Rossa          | 1-0           |
| 2003 | Barcellona          | Boca Juniors          | 1-1 (5-3 dtr) |
| 2004 | Barcellona          | Milan                 | 2-1           |
| 2005 | Juventus            | Barcellona            | 2-2 (4-2 dtr) |
| 2006 | Barcellona          | Bayern Monaco         | 4-0           |
| 2007 | Barcellona          | Inter                 | 5-0           |
| 2008 | Barcellona          | Boca Juniors          | 2-1           |
| 2009 | Manchester City     | Barcellona            | 1-0           |
| 2010 | Barcellona          | Milan                 | 1-1 (3-1 dtr) |
| 2011 | Barcellona          | Napoli                | 5-0           |
| 2012 | Sampdoria           | Barcellona            | 1-0           |
| 2013 | Barcellona          | Santos                | 8-0           |
| 2014 | Barcellona          | León                  | 6-0           |
| 2015 | Barcellona          | Roma                  | 3-0           |
| 2016 | Barcellona          | Sampdoria             | 3-2           |
| 2017 | Barcellona          | Chapecoense           | 5-0           |
| 2018 | Barcellona          | Boca Juniors          | 3-0           |
| 2019 | Barcellona          | Arsenal               | 2-1           |
| 2020 | Barcellona          | Elche                 | 1-0           |
| 2021 | Barcellona          | Juventus              | 3-0           |
| 2022 | Barcellona          | Pumas UNAM            | 6-0           |
| 2023 | Barcellona          | Tottenham             | 4-2           |
| 2024 | Monaco              | Barcellona            | 3-0           |
| 2025 | Barcellona          | Como                  | 5-0           |

### Femminile
| Anno | Vincitore  | Finalista   | Risultato |
| ---- | ---------- | ----------- | --------- |
| 2021 | Barcellona | Juventus    | 6-0       |
| 2022 | Barcellona | Montpellier | 6-0       |
| 2023 | Barcellona | Juventus    | 5-0       |
| 2024 | Barcellona | Milan       | 2-0       |
| 2025 | Barcellona | América     |           |

## Statistiche

### Squadre

#### Vittorie per squadra

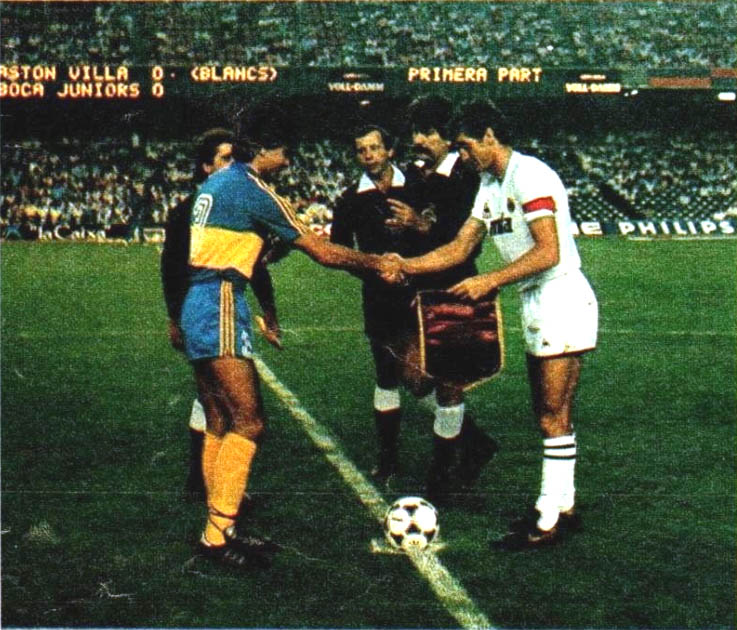
Carlos Córdoba (a sinistra) e Dennis Mortimer, capitani rispettivamente del e dell', prima della partita per il terzo posto del 1984.

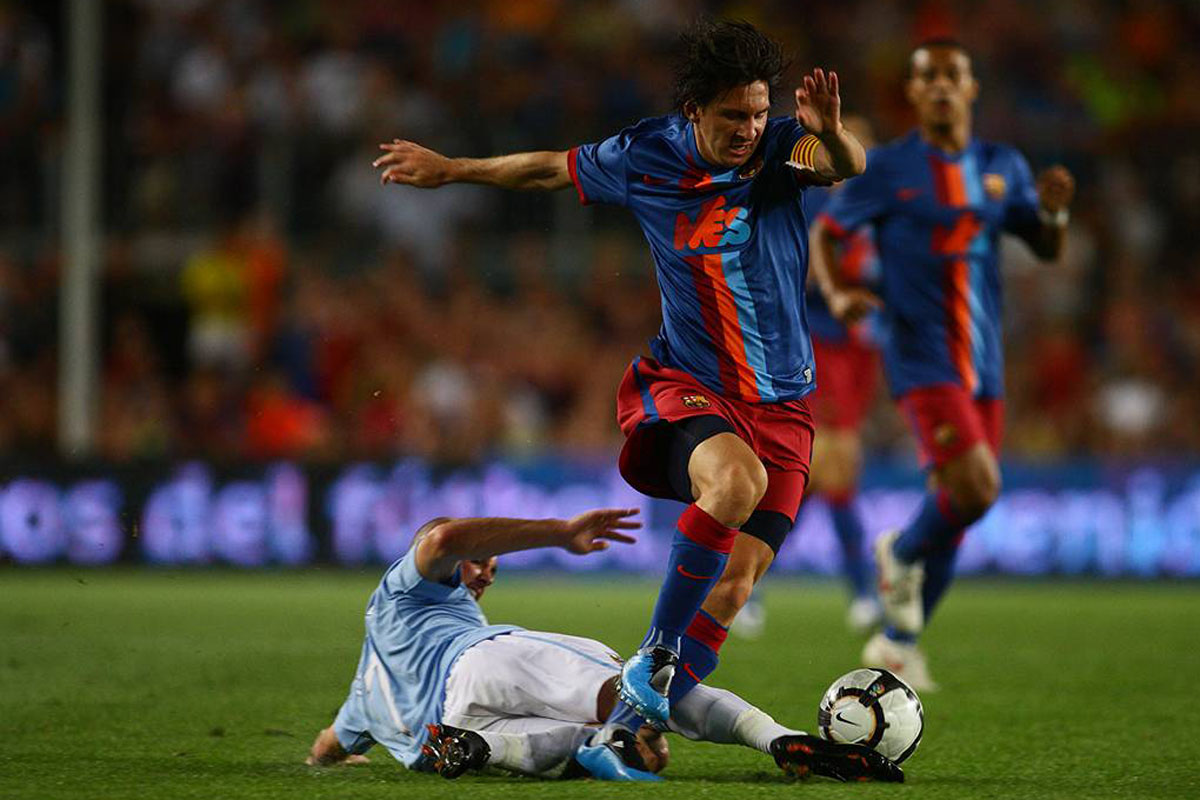
L'attaccante argentino Lionel Messi in azione durante la finale tra e del 2009.

| Squadra               | Vittorie | Secondi posti | Terzi posti | Quarti posti | Totale |
| --------------------- | -------- | ------------- | ----------- | ------------ | ------ |
| Barcellona            | 47       | 7             | 5           | 1            | 60     |
| Colonia               | 2        | 2             | –           | 1            | 5      |
| Sampdoria             | 1        | 2             | –           | –            | 3      |
| Juventus              | 1        | 1             | –           | –            | 2      |
| Manchester City       | 1        | 1             | –           | –            | 2      |
| Borussia M'gladbach   | 1        | 1             | –           | –            | 2      |
| Internacional         | 1        | –             | 1           | 1            | 3      |
| Újpest                | 1        | –             | –           | 1            | 2      |
| Malines               | 1        | –             | –           | –            | 1      |
| Monaco                | 1        | –             | –           | –            | 1      |
| Porto                 | 1        | –             | –           | –            | 1      |
| Tenerife              | 1        | –             | –           | –            | 1      |
| Valencia              | 1        | –             | –           | –            | 1      |
| Boca Juniors          | –        | 3             | 3           | –            | 6      |
| Bayern Monaco         | –        | 3             | –           | 2            | 5      |
| PSV                   | –        | 2             | 2           | 2            | 6      |
| Feyenoord             | –        | 2             | 1           | –            | 3      |
| Milan                 | –        | 2             | –           | 1            | 3      |
| Inter                 | –        | 2             | –           | –            | 2      |
| Santos                | –        | 2             | –           | –            | 2      |
| Anderlecht            | –        | 1             | 4           | –            | 5      |
| CSKA Sofia            | –        | 1             | 1           | 1            | 3      |
| Vasco da Gama         | –        | 1             | 1           | 1            | 3      |
| Tottenham             | –        | 1             | 1           | –            | 2      |
| Rapid Vienna          | –        | 1             | –           | 2            | 3      |
| San Lorenzo           | –        | 1             | –           | 2            | 3      |
| Schalke 04            | –        | 1             | –           | 1            | 2      |
| Arsenal               | –        | 1             | –           | –            | 1      |
| Atlético Madrid       | –        | 1             | –           | –            | 1      |
| Borussia Dortmund     | –        | 1             | –           | –            | 1      |
| Chacarita Juniors     | –        | 1             | –           | –            | 1      |
| Chapecoense           | –        | 1             | –           | –            | 1      |
| Como                  | –        | 1             | –           | –            | 1      |
| Dinamo Mosca          | –        | 1             | –           | –            | 1      |
| Eintracht Francoforte | –        | 1             | –           | –            | 1      |
| Elche                 | –        | 1             | –           | –            | 1      |
| Flamengo              | –        | 1             | –           | –            | 1      |
| Amburgo               | –        | 1             | –           | –            | 1      |
| León                  | –        | 1             | –           | –            | 1      |
| Olympique Marsiglia   | –        | 1             | –           | –            | 1      |
| Napoli                | –        | 1             | –           | –            | 1      |
| Parma                 | –        | 1             | –           | –            | 1      |
| Rangers               | –        | 1             | –           | –            | 1      |
| Stella Rossa          | –        | 1             | –           | –            | 1      |
| Roma                  | –        | 1             | –           | –            | 1      |
| Sochaux               | –        | 1             | –           | –            | 1      |
| Sporting Lisbona      | –        | 1             | –           | –            | 1      |
| FCSB                  | –        | 1             | –           | –            | 1      |
| Pumas UNAM            | –        | 1             | –           | –            | 1      |
| Real Saragozza        | –        | 1             | –           | –            | 1      |
| Athletic Bilbao       | –        | –             | 2           | –            | 2      |
| Ajax                  | –        | –             | 1           | 2            | 3      |
| Slovan Bratislava     | –        | –             | 1           | 1            | 2      |
| Bordeaux              | –        | –             | 1           | –            | 1      |
| Honvéd                | –        | –             | 1           | –            | 1      |
| Deportivo Municipal   | –        | –             | 1           | –            | 1      |
| Peñarol               | –        | –             | 1           | –            | 1      |
| River Plate           | –        | –             | 1           | –            | 1      |
| Spartak Trnava        | –        | –             | 1           | –            | 1      |
| Sparta Praga          | –        | –             | 1           | –            | 1      |
| Aston Villa           | –        | –             | –           | 1            | 1      |
| Botafogo              | –        | –             | –           | 1            | 1      |
| Brescia               | –        | –             | –           | 1            | 1      |
| Club Bruges           | –        | –             | –           | 1            | 1      |
| CSKA Mosca            | –        | –             | –           | 1            | 1      |
| Estudiantes (LP)      | –        | –             | –           | 1            | 1      |
| Hajduk Spalato        | –        | –             | –           | 1            | 1      |
| Ipswich Town          | –        | –             | –           | 1            | 1      |
| Nantes                | –        | –             | –           | 1            | 1      |
| Nottingham Forest     | –        | –             | –           | 1            | 1      |
| Spartak Mosca         | –        | –             | –           | 1            | 1      |
| Werder Brema          | –        | –             | –           | 1            | 1      |
| Zurigo                | –        | –             | –           | 1            | 1      |

| Squadra     | Vittorie | Secondi posti | Totale |
| ----------- | -------- | ------------- | ------ |
| Barcellona  | 4        | 0             | 4      |
| Juventus    | 0        | 2             | 2      |
| Milan       | 0        | 1             | 1      |
| Montpellier | 0        | 1             | 1      |